# 闘牙進
闘牙 進（とうき すすむ、1974年7月4日- ）は、千葉県市川市行徳出身で高砂部屋に所属した元大相撲力士。本名は玉城 順（たまき じゅん）。最高位は東小結（2003年9月場所）。現役時代の体格は189cm、174kg。得意手は突き、押し。趣味は音楽鑑賞。血液型はA型。

## 来歴
父は、高砂部屋の元序二段だった高勇。長く伸びた揉み上げが特徴で、NHKの大相撲中継では「もみあげの闘牙」と評されたこともある。父の開設していた道場で柔道を習い、中学校時代は父の故郷である沖縄県で過ごした。1年先輩には阿嘉（後の元幕内・若ノ城）がいる。中学卒業後、柔道の強豪・東海大学付属相模高校に入学するも、腰を痛めて柔道の道を断念した。それでも高校は卒業するつもりだったが、学校から留年させない代わりに大量の宿題を与えられ、結局1年中途で中退した。その後、高砂部屋関係者の勧誘を受けた際に、最初は腰の持病を理由に断るも、左膝の大怪我を抱えて土俵に上がり続ける小錦の例を聞いて、小錦に対する尊敬が芽生えたことで入門に至り、1991年1月場所において初土俵を踏んだ。
三段目でやや苦労したものの、1994年3月場所に7戦全勝で三段目優勝を果たし、翌5月場所に幕下へ昇進した。途中で三段目へ陥落することもあったものの、その後は幕下中位に定着し、1996年1月場所からは四股名を本名から取った「玉城（たましろ）」から「闘牙」へと改めた。自己最高位となる東幕下11枚目まで番付を上げた1997年1月場所では5勝2敗と勝ち越し、西幕下4枚目の位置で迎えた翌3月場所でも5勝2敗と勝ち越し、東幕下筆頭の位置で迎えた翌5月場所では6勝1敗の好成績で優勝決定戦まで進出し、7人によるトーナメントを制して幕下優勝を果たした。そして翌7月場所において新十両へ昇進した。
新十両となった1997年7月場所では6勝9敗と負け越して1場所で幕下へ陥落するが、翌9月場所に6勝1敗の好成績を挙げて翌1月場所に再十両を果たすと、その9月場所と続く11月場所を連続して勝ち越し、続く1998年3月場所では西十両2枚目の位置で12勝3敗と大きく勝ち越して優勝決定戦まで進出した。優勝決定戦では久島海に敗れて優勝は逃したものの、翌5月場所にて新入幕を果たした。
新入幕となった1998年5月場所では7勝8敗と負け越して1場所で十両へ陥落したが、翌7月場所で勝ち越して翌9月場所に1場所で再入幕し、以降は幕内へ定着した。1999年5月場所と11月場所で初日から6連勝し一時優勝争いに加わるなど活躍。2003年5月場所から2場所連続で10勝を挙げ、同年9月場所では新三役となる東小結へ昇進したが、その場所は7勝8敗と負け越した。その後、左肩の故障の影響から2005年5月場所を最後に幕内から遠ざかるものの、同年11月場所には12勝3敗の成績を挙げて初の十両優勝を果たした。しかし、翌2006年1月場所が始まる直前に元々悪くしていた腰を痛めて初日から休場し、8日目から途中出場してこの場所を4勝5敗6休の成績で終えて幕下への陥落は免れたものの、翌3月場所では序盤から7連敗を喫して結果的には2勝13敗と大敗し、翌5月場所において幕下へ陥落した。
取り口としては、腰痛のためあまり前に出ることができず、諸手のど輪で相手の動きを止めた後で叩き込んだり引き落とすことが目立った。腰痛が悪化してからは、引いたところを前に出られてあっけなく土俵を割ることも多かった。
長らく腰の持病と付き合ってきたものの、これ以上の回復は見込めないことから、幕下へ陥落した2006年5月場所が始まる直前の同年5月5日付で日本相撲協会に引退届を提出し、準年寄・闘牙として高砂部屋の部屋付き親方となった。
なお、幕内を計38場所も務め、三役にも昇進したが、三賞受賞の機会には恵まれなかった。1999年5月場所・11月場所、2003年7月場所など三賞受賞のチャンスはあった。特に2003年7月場所は優勝の大関魁皇に大関武双山も破ったが受賞はならなかった。
2007年1月27日に断髪式が両国国技館本土俵にて行われ、同部屋の後輩でもある横綱・朝青龍をはじめ320人以上が鋏を入れた。整髪時にはトレードマークの揉み上げも切り落とした。
2007年5月に準年寄の期限が切れる前に大関・千代大海から名跡を借りて年寄・19代佐ノ山を襲名し、2008年2月にはその千代大海が在籍する九重部屋へ移籍した。2010年1月13日には千代大海が引退して年寄・20代佐ノ山を襲名したため、大関・魁皇から名跡を借りて年寄・13代浅香山を襲名した。同年9月には幕内・豪風から名跡を借りて年寄・20代押尾川を襲名し、2012年4月には2010年3月に日本相撲協会を定年退職した17代千田川（元大関・前の山）が保有する名跡を借りて年寄・20代千田川を襲名した。2012年6月5日に錦戸部屋へ移籍し、同年6月25日（同年7月場所番付発表日）までに襲名中の年寄名跡・千田川を正式に取得した。
2012年11月場所から2013年3月場所までの約半年間は、病気のため入院した13代東関（元幕内・潮丸）の代理として勝負審判を務めた。ただし2013年1月場所は途中でインフルエンザのため数日間休場し、他の審判委員が代理の代理に立てられた。2016年3月場所でも、7日目に負傷した10代錦戸（元関脇・水戸泉）の代理として8日目から勝負審判を務めた。
7月場所でも体調不良のため審判部の職務から外れた錦戸に代わり勝負審判を務め、その後8月30日付で審判部から外れた錦戸の後任として巡業部と兼任の形で審判部所属となった。
また2020年3月25日、同じ高砂一門である朝乃山の大関昇進伝達式では、出羽海理事に同行し、使者を務めた。
2022年3月30日に協会は新職務分掌を発表し、千田川が勝負審判に正式に就任したことが明らかとなった。
2023年9月7日、日本相撲協会を退職した。貴闘力は、あくまで噂と断りを入れながら、取得していた年寄名跡の実態は借株で、離婚した妻への慰謝料や年寄名跡の代金の支払いに疲れて年寄名跡を手放して協会退職に至ったのだと主張している。また、退職後は土俵設営会社に勤務しているという。

## エピソード
- 隆の鶴（鳴戸部屋）とは、揉み上げと濃い胸毛から非常によく似た容貌をしており、2人が取組で土俵に上がると場内から歓声が上がった。また、闘牙が引退した場所で隆の鶴も引退を表明し、この2人は何かと縁があった。なお、2人の間ではお互いに「間違われても怒らない」という申し合わせをしていたという。
- 2000年12月18日午後9時頃、大阪市福島区吉野1丁目の国道2号交差点で自身の運転する自動車で歩行者をはねる人身事故を起こし（相手は死亡、先方に赤信号無視。先方は認知症患者で、完全に赤信号のタイミングで車道を徘徊していた）、2001年1月場所の出場を辞退した。これにより、師匠である6代高砂（元小結・富士錦）が降格（役員待遇→平年寄）処分を受けた（相手に過失があったため、略式起訴で罰金20万円の有罪判決。協会側は力士の自動車運転を禁止しているために処分が重かった）。
- 自分の兄弟子である小錦を尊敬し、小錦が大関から平幕に陥落した以降も引退するその日まで「大関」と呼び続けていた。また、小錦が日本相撲協会を退職した後にプライベートで本場所を観戦中、自身の取組後に小錦の席まで出向いて挨拶をする姿が大相撲中継に映し出されたこともある。
- 2000年に放送された日本テレビ『THE独占サンデー』におけるコーナー「パワーの楽園超人王国」で、力士最高記録を叩き出した。しかし、前述の人身事故を起こしたため、出演自体がなかったことにされて記録も抹消された。この時の記録は、後に曙が出した最高記録を100kg以上も上回っている。
- 非常に饒舌で、しばしばテレビのバラエティ番組に出演しており、趣味のサーフィンなどを披露している。フジテレビ『ジャンクSPORTS』に出演した際には、アシスタントの内田恭子から四股名をひっくり返した「牙闘（きとう）関」と呼ばれたことがある。
- 2000年の福祉大相撲のお楽しみ歌比べで、他の力士が演歌系歌手と共演する中で「モーニング娘。」と共演し、『LOVEマシーン』を一緒に踊った。
- 幕下時代は水戸泉の付け人を務めていた。ゲームファンでも有名だった水戸泉は『ドラゴンクエスト』に熱中するあまり、当時付け人だった闘牙にレベル上げを頼んだという逸話が残るほど、公私にわたって闘牙に信頼を置いていた。こうした縁もあり、闘牙は年寄・千田川を襲名した後に水戸泉が創設した錦戸部屋へ移籍している。
- 対横綱戦は29戦全敗と、2003年1月場所に記録してから2017年11月場所終了時点で魁聖が1位タイに並ぶまで対横綱戦未勝利の記録としては長らく単独ワースト1位の連敗記録となっていた[9]。
- 2001年5月場所、千秋楽の琴光喜戦で闘牙の張り手により、琴光喜が脳震盪を起こし勝った事もあった。
- 2008年9月9日発売の『週刊朝日』で、錦糸町で父親が経営していたレゲエバーで大麻を吸引していたとする疑惑を報じられた（本人は否定）[10]。

## 主な成績・記録
- 通算成績：511勝518敗24休 勝率.497
- 幕内成績：249勝303敗18休 勝率.451
- 現役在位：92場所
- 幕内在位：38場所
- 三役在位：1場所 （小結1場所）
- 三賞・金星：無し

- 各段優勝
  - 十両優勝：1回（2005年11月場所）
  - 幕下優勝：1回（1997年5月場所）
  - 三段目優勝：1回（1994年3月場所）

### 場所別成績
| | 一月場所 初場所（東京）     | 三月場所 春場所（大阪） | 五月場所 夏場所（東京） | 七月場所 名古屋場所（愛知） | 九月場所 秋場所（東京） | 十一月場所 九州場所（福岡） |
| --- | --------------------------- | ----------------------- | ----------------------- | --------------------------- | ----------------------- | --------------------------- |
| 1991年 （平成3年） | （前相撲）                  | 西序ノ口33枚目 3–4      | 東序二段136枚目 3–4     | 西序ノ口2枚目 5–2           | 東序二段89枚目 3–4      | 東序二段104枚目 6–1         |
| 1992年 （平成4年） | 東序二段29枚目 3–4          | 東序二段48枚目 6–1      | 東三段目87枚目 1–6      | 東序二段24枚目 5–2          | 東三段目89枚目 2–5      | 西序二段22枚目 4–3          |
| 1993年 （平成5年） | 西三段目100枚目 6–1         | 東三段目44枚目 2–5      | 西三段目72枚目 4–3      | 西三段目49枚目 2–5          | 西三段目74枚目 5–2      | 東三段目45枚目 4–3          |
| 1994年 （平成6年） | 西三段目30枚目 3–4          | 西三段目47枚目 優勝 7–0 | 東幕下30枚目 2–5        | 西幕下46枚目 3–4            | 西三段目2枚目 2–5       | 西三段目26枚目 3–4          |
| 1995年 （平成7年） | 東三段目43枚目 6–1          | 東幕下58枚目 4–3        | 西幕下46枚目 5–2        | 東幕下31枚目 3–4            | 東幕下42枚目 4–3        | 東幕下33枚目 5–2            |
| 1996年 （平成8年） | 東幕下18枚目 3–4            | 西幕下29枚目 4–3        | 東幕下22枚目 3–4        | 東幕下35枚目 4–3            | 西幕下24枚目 4–3        | 西幕下17枚目 4–3            |
| 1997年 （平成9年） | 東幕下11枚目 5–2            | 西幕下4枚目 5–2         | 東幕下筆頭 優勝 6–1     | 東十両11枚目 6–9            | 東幕下2枚目 6–1         | 西十両11枚目 8–7            |
| 1998年 （平成10年） | 西十両9枚目 10–5            | 西十両2枚目 12–3        | 東前頭15枚目 7–8        | 西十両筆頭 9–6              | 東前頭15枚目 10–5       | 東前頭4枚目 7–8             |
| 1999年 （平成11年） | 西前頭4枚目 7–8             | 東前頭5枚目 6–9         | 東前頭8枚目 9–6         | 西前頭2枚目 7–8             | 東前頭3枚目 6–9         | 西前頭5枚目 9–6             |
| 2000年 （平成12年） | 東前頭筆頭 4–11             | 西前頭7枚目 7–8         | 東前頭9枚目 9–6         | 東前頭2枚目 6–9             | 西前頭4枚目 6–9         | 西前頭5枚目 6–9             |
| 2001年 （平成13年） | 西前頭8枚目 出場停止 0–0–15 | 東十両4枚目 10–5        | 東前頭13枚目 11–4       | 西前頭3枚目 6–9             | 西前頭6枚目 7–8         | 西前頭7枚目 8–7             |
| 2002年 （平成14年） | 西前頭2枚目 6–9             | 東前頭5枚目 8–7         | 西前頭筆頭 4–11         | 東前頭7枚目 8–7             | 西前頭2枚目 4–11        | 東前頭7枚目 9–6             |
| 2003年 （平成15年） | 西前頭2枚目 4–11            | 西前頭6枚目 5–10        | 東前頭11枚目 10–5       | 西前頭4枚目 10–5            | 東小結 7–8              | 東前頭2枚目 9–6             |
| 2004年 （平成16年） | 東前頭筆頭 1–11–3           | 東前頭12枚目 8–7        | 西前頭10枚目 4–11       | 西前頭16枚目 6–9            | 東十両2枚目 8–7         | 東前頭17枚目 2–13           |
| 2005年 （平成17年） | 東十両6枚目 9–6             | 東十両2枚目 8–7         | 西前頭17枚目 6–9        | 東十両2枚目 6–9             | 東十両5枚目 3–12        | 東十両13枚目 優勝 12–3      |
| 2006年 （平成18年） | 東十両3枚目 4–5–6           | 東十両10枚目 2–13       | 西幕下5枚目 引退 –      | x                           | x                       | x                           |
| 各欄の数字は、「勝ち-負け-休場」を示す。 優勝 引退 休場 十両 幕下 三賞：敢=敢闘賞、殊=殊勲賞、技=技能賞 その他：★=金星 番付階級：幕内 - 十両 - 幕下 - 三段目 - 序二段 - 序ノ口 幕内序列：横綱 - 大関 - 関脇 - 小結 - 前頭（「#数字」は各位内の序列） |                             |                         |                         |                             |                         |                             |

### 幕内対戦成績
| 力士名   | 勝数 | 負数  | 力士名   | 勝数 | 負数 | 力士名   | 勝数 | 負数 | 力士名   | 勝数 | 負数 |
| -------- | ---- | ----- | -------- | ---- | ---- | -------- | ---- | ---- | -------- | ---- | ---- |
| 蒼樹山   | 4    | 3     | 安芸乃島 | 9    | 7    | 安芸ノ州 | 1    | 1    | 曙       | 0    | 4    |
| 朝青龍   | 0    | 2     | 朝乃翔   | 1    | 3    | 朝乃若   | 2    | 2    | 安馬     | 0    | 1    |
| 安美錦   | 7    | 4     | 岩木山   | 2    | 6    | 潮丸     | 2    | 0    | 皇司     | 5    | 1    |
| 大碇     | 2    | 0     | 小城錦   | 5    | 3    | 魁皇     | 3    | 9    | 海鵬     | 7    | 8    |
| 春日王   | 2    | 1     | 春日錦   | 0    | 1    | 片山     | 0    | 1    | 巌雄     | 4    | 1    |
| 稀勢の里 | 0    | 1     | 北勝鬨   | 1    | 0    | 旭鷲山   | 3    | 10   | 旭天鵬   | 8    | 4    |
| 金開山   | 4    | 2     | 光法     | 1    | 0    | 五城楼   | 2    | 0    | 黒海     | 0    | 1    |
| 琴稲妻   | 1    | 1     | 琴奨菊   | 0    | 1    | 琴錦     | 4    | 1    | 琴ノ若   | 2    | 14   |
| 琴光喜   | 3    | 5     | 琴龍     | 9(1) | 4    | 敷島     | 5    | 1    | 霜鳥     | 5    | 0    |
| 十文字   | 3    | 3     | 戦闘竜   | 1    | 0    | 大善     | 2    | 4    | 貴闘力   | 4    | 2    |
| 隆の鶴   | 1    | 2     | 貴ノ浪   | 10   | 3    | 貴乃花   | 0    | 9    | 隆乃若   | 6    | 8    |
| 高見盛   | 1    | 4     | 豪風     | 3    | 1    | 玉春日   | 6    | 3    | 玉乃島   | 2    | 5    |
| 玉力道   | 4    | 0     | 千代大海 | 0    | 14   | 千代天山 | 5    | 5    | 出島     | 3    | 12   |
| 寺尾     | 6    | 3     | 時津海   | 9    | 7    | 時天空   | 1    | 2    | 土佐ノ海 | 4    | 9    |
| 栃東     | 1    | 12(1) | 栃栄     | 2    | 3    | 栃乃洋   | 4    | 14   | 栃乃花   | 3    | 1    |
| 栃乃和歌 | 1    | 2     | 豊桜     | 1    | 3    | 豊ノ島   | 1    | 0    | 濵錦     | 2    | 0    |
| 濱ノ嶋   | 5    | 2     | 追風海   | 5    | 3    | 春ノ山   | 2    | 1    | 肥後ノ海 | 5    | 2    |
| 普天王   | 0    | 4     | 武雄山   | 5    | 4    | 北勝力   | 5    | 2    | 湊富士   | 5    | 1    |
| 雅山     | 7    | 5     | 武蔵丸   | 0    | 15   | 武双山   | 7(1) | 10   | 燁司     | 0    | 1    |
| 若孜     | 1    | 0     | 若兎馬   | 0    | 1    | 若の里   | 8    | 8    | 若ノ城   | 1    | 0    |
| 若乃花   | 0    | 3     | 和歌乃山 | 1    | 3    |          |      |      |          |      |      |

## 改名歴
- 玉城 順（たましろ じゅん）1991年3月場所- ※本名とは姓の読みが異なる。
- 闘牙 進（とうき すすむ）1996年1月場所-2006年5月場所

闘牙のしこ名は兄弟子の幕下、昴光司が「牙をむき闘う」の意を込めて付けた。

## 年寄変遷
- 闘牙 進（とうき すすむ）2006年5月-2007年5月（準年寄）
- 佐ノ山 進（さのやま－）2007年5月-2007年6月
- 佐ノ山 順（さのやま じゅん）2007年6月-2010年1月
- 浅香山 順（あさかやま じゅん）2010年1月-2010年9月
- 押尾川 順（おしおがわ じゅん）2010年9月-2012年4月
- 千田川 順（せんだがわ じゅん）2012年4月-2023年9月